# Seis De Mayo
Seis De Mayo es un álbum orquestal del guitarrista y compositor estadounidense Trey Anastasio, lanzado el 6 de abril de 2004 a través de Elektra Records. 
Se grabó entre 2000 y 2003 y contiene composiciones antiguas de Anastasio con arreglos orquestales.

## Lista de canciones
1. "André the Giant"
2. "Prologue (Pebbles and Marbles)"
3. "The Inlaw Josie Wales"
4. "All Things Reconsidered"
5. "Coming To"
6. "Discern" (intro)
7. "Guyute" (orquestal)